# Тимофеев, Денис Александрович
Денис Александрович Тимофеев (род. 14 января 1979, Москва) — российский хоккеист, нападающий.

## Биография
Воспитанник ЦСКА. В сезонах 1996/97 — 1998/99 играл за ЦСКА-2. На драфте НХЛ 1997 года был выбран в 6-м раунде под общим 135-м номером клубом «Бостон Брюинз». В сезонах 1999/2000 — 2000/01 играл в Северной Америке за команды «Провиденс Брюинз» (AHL), «Гринвилл Гррроул», «Пенсакола Айс Пайлотс», «Нью-Орлинс Брасс» (все — ECHL), был в тренировочном лагере «Бостона». 2 ноября 2001 года подписал контракт с нижнекамским «Нефтехимиком». Провёл за команду 9 матчей в Суперлиге и 10 матчей — за «Нефтехимик-2». По окончании сезона вернулся в ЦСКА, затем перешёл в «Салават Юлаев». Проведя семь матчей за фарм-клуб, 23 октября 2002 покинул команду, после чего на профессиональном уровне не выступал.